# Red Nichols
Ernest Loring "Red" Nichols (Ogden, 8 mei 1905 - Las Vegas, 28 juni 1965) was een Amerikaanse jazztrompettist en -kornettist.

## Biografie
Nichols, die vanwege zijn rode haar Red werd genoemd, kreeg dankzij zijn vader, een muziekleraar, een uitgebreide muzikale opleiding. Na het eerste begin met de dansband The Syncopating Five uit het midwesten, verhuisde hij in 1923 naar New York. In de loop van de jaren 1920 werkte hij mee aan meer dan 4000 plaatopnamen, onder andere met The California Ramblers. Van de talrijke kleine formaties die hij samenstelde voor opnamen en tournees, is Red Nichols and his Five Pennies de bekendste, die met hun Washboard Blues in april 1927 hun eerste hitsucces hadden in de Billboard top 30. Daarnaast speelde hij met Dick McDonough, Jimmy Dorsey, Miff Mole, Vic Berton en in de studioband The Charleston Chasers, die in mei 1927 hun eerste hit hadden met Someday, Sweetheart (#19).
Met Ida, Sweet as Apple Cider plaatste hij zich in november op de toppositie van de hitlijst en scoorde hij een miljoenensucces. In zijn bands werkten onder andere Benny Goodman, Miff Mole, Jimmy Dorsey, Jack Teagarden, Glenn Miller, Pee Wee Russell, Joe Venuti, Eddie Lang, Adrian Rollini en Gene Krupa, met wie hij onder andere de standard Back Home Again in Indiana (1929) opnam. Daarnaast speelde hij ook bij The Little Ramblers en bij Sam Lanin. Met zijn Five Pennies werkte Nichols op 14 januari 1930 mee aan de première van de nieuwe editie van George Gershwins musical Strike Up the Band aan Broadway. De 78 toerenplaat van de titelsong plaatste zich in de Billboard top 30 (#7).
Tijdens de volgende drie decennia leidde hij studio- en Broadway-orkesten en trad hij op in talrijke radio- en tv-shows. Tussen 1942 en 1944 behoorde hij tot het Casa Loma Orchestra, voordat hij zijn Five Pennies weer in ere herstelde, waarmee hij deelnam aan de dixieland revival.
Zijn leven werd in 1959 in een sterk geromantiseerde wijze verfilmd met Danny Kaye (The Five Pennies), die hem echter een fulminante comeback bezorgde.

## Overlijden
Red Nichols overleed in juni 1965 op 60-jarige leeftijd.